# Don Ohlmeyer
Don Ohlmeyer (New Orleans, 3 febbraio 1945 – Indian Wells, 10 settembre 2017) è stato un dirigente d'azienda, produttore televisivo, giornalista e saggista statunitense ex capo dipartimento della NBC, noto per aver licenziato Norm MacDonald dal Saturday Night Live all'inizio del 1998, e, successivamente, per l'ostracismo e l'immotivata e scorretta censura nei confronti di diversi comici televisivi.
Attivo sin dalla fine degli anni sessanta, lavorò inoltre per le reti ABS e CBS.

## Carriera

### Gli inizi
Ohlmeyer ha iniziato la sua carriera con ABC Sports. È stato il primo produttore del programma Monday Night Football, e ha anche prodotto e diretto tre trasmissioni olimpiche (tra cui quelle riguardanti le Olimpiadi di Monaco).

### NBC (1975-1982)
Trasferitosi alla NBC, è stato produttore esecutivo del Super Bowl, ha lanciato NFL Updates, NCAA Basketball "Whip-arounds" e ha istituito la copertura in diretta della NBC di Breakfast at Wimbledon. 

### Ritorno alla NBC
Ohlmeyer è tornato alla NBC nel 1993 per diventare presidente della sua divisione West Coast in un momento in cui la rete era al terzo posto negli ascolti, dopo la conclusione di spettacoli popolari come Cheers e The Cosby Show. Durante il suo mandato, la NBC riscosse molto successo con serie quali Seinfeld, Friends, ER, Frasier, Providence, Will & Grace e show quali Late Night with Conan O'Brien.
Nel 1997, Ohlmeyer fece scalpore quando dichiarò pubblicamente che avrebbe voluto che le World Series si concludessero con uno sweep di quattro partite in modo che i suoi bassi ascolti non facessero deragliare il programma di intrattenimento del giovedì "Must See TV" della NBC.

### Il licenziamento di Norm McDonald

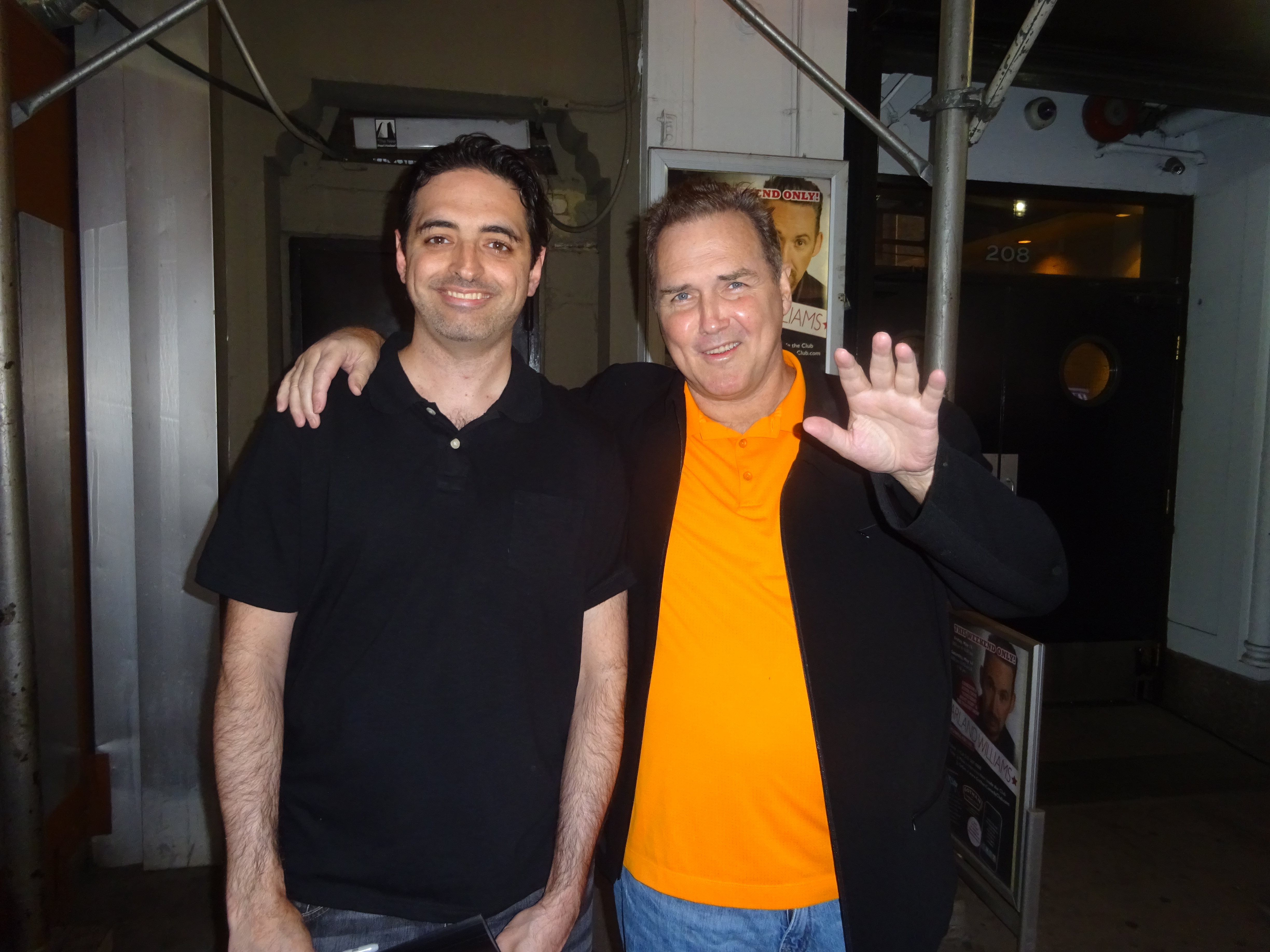
Norm McDonald nel 2015, negli studi dell'SNL per festeggiare i 40 anni dello show

All'inizio del 1998, Ohlmeyer fece licenziare Norm Macdonald dal suo ruolo di comico del Saturday Night Live, giustificandosi falsamente con il calo degli ascolti; in realtà, come emerse da alcune confessioni fatte a dei segretari, l'operazione risultò essere frutto del proprio ego; sembrò un atto di prepotenza che serviva unicamente allo stesso Ohlmayer per sentirsi potente e decisivo all'interno della stessa struttura societaria.
Nel 2005 si scoprì inoltre che il licenziamento di Norm MacDonald fu inoltre causato da un paradossale caso di censura;  Macdonald venne ritenuto quindi responsabile di una serie di battute laceranti che definivano O.J. Simpson un assassino, durante e dopo il suo processo per omicidio (1994-95); tuttavia, questo genere di umorismo era tipico dello show, molti altri comici lo adoperavano, inoltre, il saturday Night Live era da sempre uno spettacolo tagliente e scorretto.
Le battute sono state scritte principalmente da Macdonald e dall'attore comico Jim Downey, che è stato licenziato dal SNL a titolo definitivo nello stesso periodo (è stato riassunto nel 2000). Downey disse in seguito che Ohlmeyer e Simpson erano buoni amici.
Poco dopo il licenziamento di MacDonald, David Letterman (durante una puntata del Late Show) definì Ohlmeyer un "idiota" e si riferì a lui come "Happy Hour Don" (un riferimento all'alcolismo di Ohlmeyer).  Durante le successive interviste televisive con Macdonald, Letterman affermò che Ohlmeyer "si immaginava creativo" e ridicolizzò questa nozione, dicendo "Ecco un uomo che non poteva creare gas nemmeno dopo una cena a base di fagioli". 
Sempre nel 1998 Ohlmeyer fece sì che a NBC bloccasse la messa in onda di uno spot promozionale per il film di Macdonald Dirty Work e non permise alla TV di comprare il trailer per promuovere il film.
Nel settembre 2021, dopo la morte di Macdonald, il conduttore di Late Night Conan O'Brien ha rivelato che Ohlmeyer gli aveva ordinato di smettere di prenotare Macdonald come ospite. O'Brien si oppose e alla fine vinse, in seguito lo ingaggiò numerose volte negli anni che seguirono mentre era alla NBC.

## Morte
Dopo un mese di ricovero, Ohlmeyer è morto di cancro a Indian Wells, in California, il 10 settembre 2017, all'età di 72 anni.

## Ripercussioni mediatiche della faida Ohlmeyer/MacDonald
L'argomento fu ampio oggetto di discussione, diversi conduttori televisivi ne fecero menzione, schierandosi dalla parte di MacDonald, così come pure fece il New York Post. Lo stesso MacDonald venne chiamato più volte a partecipare ai vari Talk Show.
L'evento ebbe risonanza anche al di fuori degli Stati Uniti, in varie nazioni europee.
In Italia, il caso venne menzionato da alcuni giornali come "licenziamento senza giusta causa", e venne discusso anche da diversi critici televisivi, tra cui Giovanni Cesareo e Mario Foglietti; viene inoltre coniata e talvolta utilizzata in psicologia e sociologia la locuzione Olmaierismo, che sta ad indicare il "compiere atti di arroganza e di coercizione nei confronti di altri individui allo scopo di sentirsi potenti e ribadire la propria forza, specialmente nei soggetti socialmente più deboli".